# Saint-Sornin (Charente-Maritime)
Pour les articles homonymes, voir Saint-Sornin.
Saint-Sornin (prononcé [sɛ̃.sɔʁ.nɛ̃]) est une commune du sud-ouest de la France, située dans le département de la Charente-Maritime (région Nouvelle-Aquitaine).
Ses habitants sont appelés les Saint-Sorninois et les Saint-Sorninoises.
Ce village médiéval longtemps méconnu connaît depuis plusieurs années un fort développement de ses activités touristiques, ce qu'illustrent la création de la maison de Broue, musée consacré à l'ancien donjon de Broue, ainsi que le développement des sentiers de promenade et de pistes cyclables à travers les marais.

## Géographie
Le village de Saint-Sornin est situé dans le sud-ouest du département de la Charente-Maritime, dans l'ancienne province de la Saintonge. Il est édifié sur une sorte de promontoire calcaire délimité par l'estuaire de la Seudre, au sud, et par les marais de Brouage, au nord.

### Communes limitrophes
| Saint-Just-Luzac   |              | La Gripperie-Saint-Symphorien |
|                    | Saint-Sornin |                               |
| Nieulle-sur-Seudre | Le Gua       | Sainte-Gemme                  |

### Hydrographie

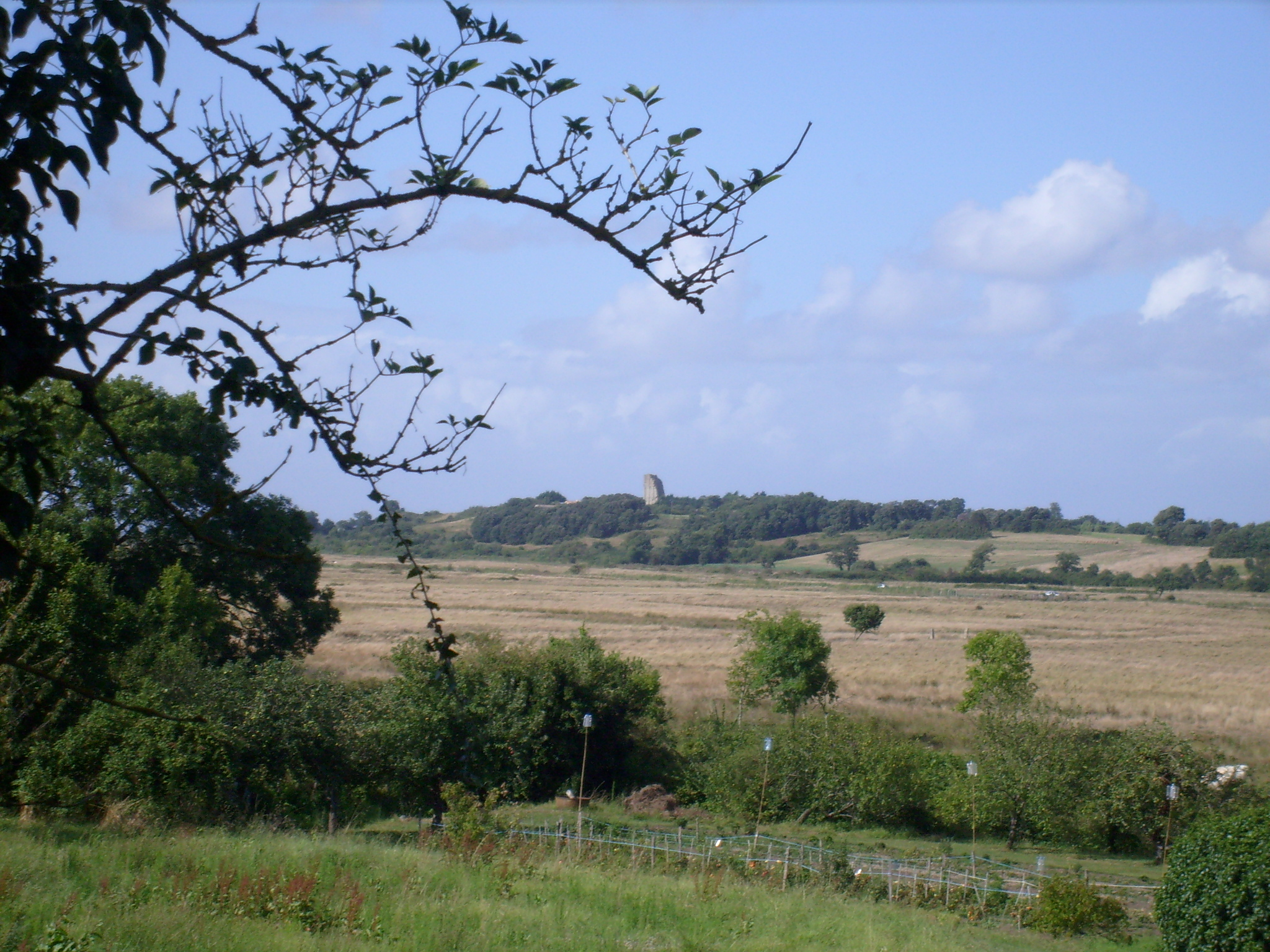
Les marais de Brouage, vers Broue.

La commune est bordée par les marais desséchés de Brouage et les marais de la vallée de la Seudre.
Jusque vers la fin de l'Antiquité gallo-romaine, le territoire communal était entièrement baigné par l'océan, qui formait un golfe, l'antique golfe des Santons, s'avançant profondément vers le plateau de la Saintonge. Les flots atteignaient alors Broue, qui était un port de mer, établi au  pied d'un promontoire dominant l'océan. Ce golfe recouvrait également l'actuelle commune de La Gripperie-Saint-Symphorien.
Pendant le Moyen Âge, le golfe des Santons se combla peu à peu, ne laissant subsister qu'un bras de mer, qui était dénommé la Brouage.
Au XVIIe siècle, celui-ci disparut à son tour, laissant place aux vastes étendues marécageuses qui sont visibles aujourd'hui depuis le site médiéval de Broue.
De nombreux chenaux et ruisseaux les parcourent de part en part. Parmi ceux-ci, se trouve le canal de Broue qui est un des collecteurs les plus importants du marais de Brouage et conflue avec le Canal de la Bridoire, également dénommé Canal de la Charente à la Seudre, au sud des communes de Beaugeay et de Saint-Agnant, face au canal de Brouage.

### Géologie
Le sol de la commune est composé pour partie de roches calcaires et des grès datant de la période du Crétacé. Celles-ci furent exploitées durant des siècles dans des carrières, dont le nom peu engageant s'expliquerait par les conditions de travail des ouvriers qui y œuvraient : elles se nomment les carrières de l'enfer. De ces carrières sont sorties une partie des pierres ayant servi à l'édification de la cité de Brouage.
Sur la limite septentrionale de la commune, le sol est de nature sablonneuse et argileuse. L'exploitation de l'argile est attestée depuis l'époque gallo-romaine, et aujourd'hui encore, le site de Cadeuil, situé non loin du village éponyme, est renommé pour ses tuiles et ses terres cuites.

### Lieux-dits et hameaux
Les principaux hameaux de la commune sont par ordre alphabétique : Broue, où se trouvent les ruines d'un ancien château fort, Cadeuil, Leuze, la Mauvinière, la Prée, Saint-Nadeau, dont le nom est une corruption du terme occitan « nadau » signifiant Noël, le Talus et Thoriat. Tous ces villages  ont été les sièges de seigneuries indépendantes jusqu'à l'Ancien Régime.
Le village de Nieulle, ancienne dépendance de la commune, est devenu une commune à part entière en 1902.

### Axes de communication

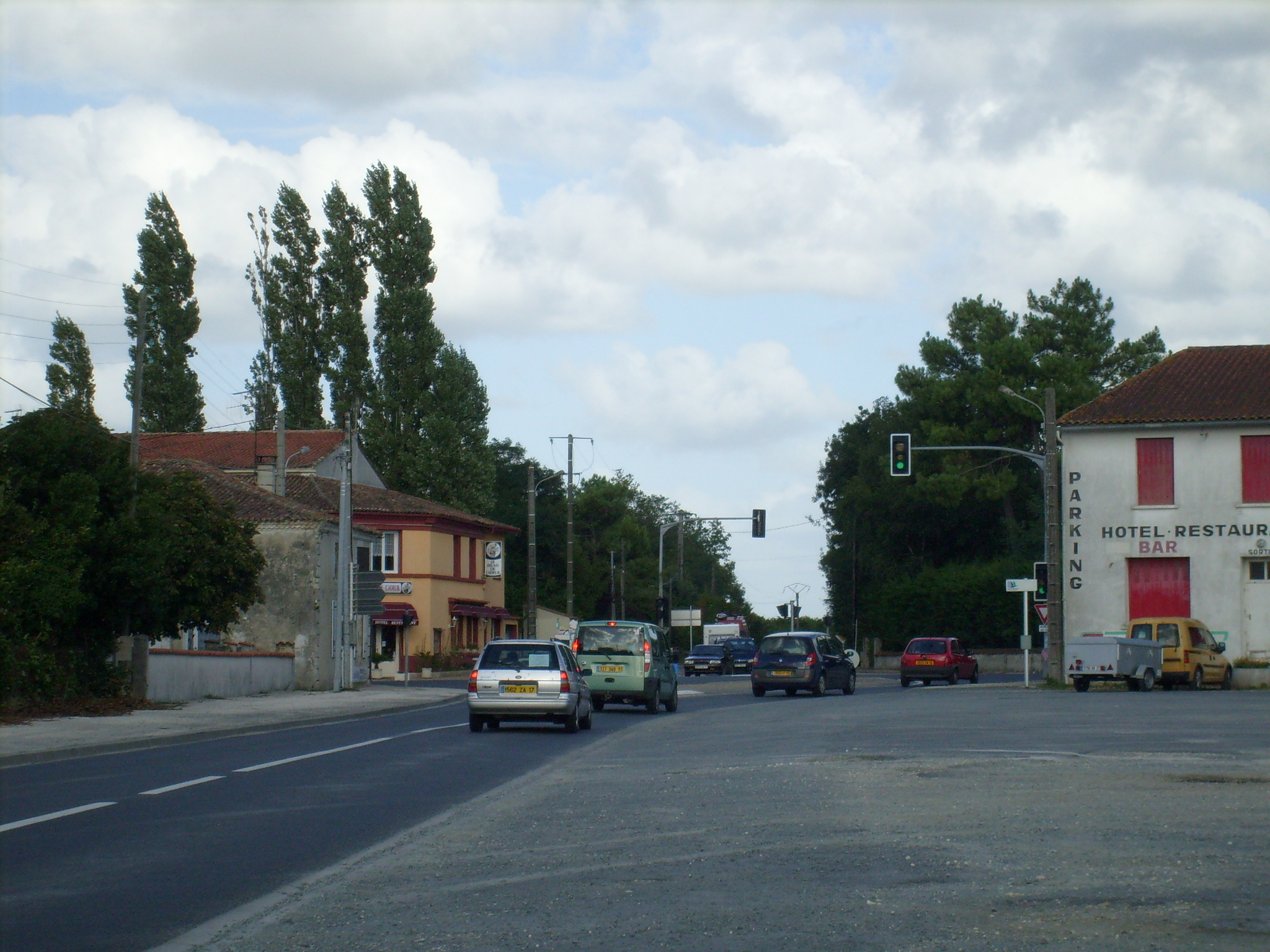
Carrefour de Cadeuil.

Le territoire communal est traversé par deux axes routiers importants :
La D 728, qui relie la ville de Saintes, deuxième ville du département par sa population, à la ville de Marennes, chef-lieu du canton et célèbre centre de production ostréicole.
La partie orientale de la commune est bordée par un autre axe important, la D733, reliant la ville de Rochefort, chef-lieu de l'arrondissement, à la station balnéaire de Royan.
Ces deux routes se croisent au carrefour de Cadeuil. Une aire de repos pour les routiers, ainsi qu'un restaurant et un hôtel, constituent d'ailleurs les principaux commerces de ce hameau partagé entre trois communes : Saint-Sornin, Le Gua et Sainte-Gemme.
En dehors de ces deux routes départementales supportant un trafic routier important, deux autres routes secondaires parcourent la commune :
La D 131, partant du Gua, rejoint la D 728 un peu à l'ouest du village.
Enfin, la D 118 constitue une autre route secondaire reliant les communes de Nieulle-sur-Seudre à Pont-l'Abbé-d'Arnoult, via le centre-bourg de Saint-Sornin.

### Climat
Le climat est de type océanique : la pluviométrie est relativement élevée en automne et en hiver et les hivers sont doux. L'été reste tempéré grâce à la brise marine. Deux vents venant de l'océan, le noroît et le suroît, soufflent sur les côtes du département. L'ensoleillement de la côte charentaise est très important : avec 2250 heures par an, il est comparable à celui que connaît une partie de la côte méditerranéenne.

#### Données générales
| Ville                            | Ensoleillement · (h/an) | Pluie · (mm/an) | Neige · (j/an) | Orage · (j/an) | Brouillard · (j/an) |
| -------------------------------- | ----------------------- | --------------- | -------------- | -------------- | ------------------- |
| Médiane nationale                | 1 852                   | 835             | 16             | 25             | 50                  |
| Saint-Sornin (Charente-Maritime) | 2250                    | 755             | 4              | 13             | 26                  |
| Paris                            | 1 717                   | 634             | 13             | 20             | 26                  |
| Nice                             | 2 760                   | 791             | 1              | 28             | 2                   |
| Strasbourg                       | 1 747                   | 636             | 26             | 28             | 69                  |
| Brest                            | 1 555                   | 1 230           | 6              | 12             | 78                  |
| Bordeaux                         | 2 070                   | 987             | 3              | 32             | 78                  |

| Mois                        | Jan  | Fév  | Mar  | Avr  | Mai  | Jui  | Jui  | Aoû  | Sep  | Oct  | Nov  | Déc  | Année |
| Températures minimales (°C) | 3,4  | 4,0  | 5,4  | 7,4  | 10,7 | 13,7 | 15,8 | 15,7 | 13,7 | 10,5 | 6,3  | 3,9  | 9,2   |
| Températures maximales (°C) | 8,5  | 9,9  | 12,1 | 14,7 | 17,9 | 21,3 | 23,8 | 23,5 | 21,8 | 18,0 | 12,6 | 9,2  | 16,1  |
| Températures moyennes (°C)  | 5,9  | 6,9  | 8,7  | 11,1 | 14,3 | 17,5 | 19,8 | 19,6 | 17,8 | 14,2 | 9,4  | 6,6  | 12,7  |
| Ensoleillement (h)          | 84   | 111  | 174  | 212  | 239  | 272  | 305  | 277  | 218  | 167  | 107  | 85   | 2250  |
| Pluviométrie (mm)           | 82,5 | 66,1 | 57,0 | 52,7 | 61,1 | 42,9 | 35,1 | 46,4 | 56,5 | 81,6 | 91,8 | 81,8 | 755,3 |

#### Tempête de décembre 1999
La Charente-Maritime est le département français qui a été le plus durement touché par la  tempête Martin du 27 décembre 1999. Les records nationaux de vents enregistrés ont été atteints avec 198 km/h sur l'île d'Oléron.

### Relief
Le point le plus élevé de la commune est le Puy de Broue, qui culmine à 27 mètres.

## Urbanisme

### Typologie
Au 1er janvier 2024, Saint-Sornin est catégorisée commune rurale à habitat dispersé, selon la nouvelle grille communale de densité à 7 niveaux définie par l'Insee en 2022.
Elle est située hors unité urbaine et hors attraction des villes,.

### Occupation des sols
L'occupation des sols de la commune, telle qu'elle ressort de la base de données européenne d’occupation biophysique des sols Corine Land Cover (CLC), est marquée par l'importance des territoires agricoles (80 % en 2018), une proportion sensiblement équivalente à celle de 1990 (79,3 %). La répartition détaillée en 2018 est la suivante : 
prairies (32,5 %), terres arables (32,2 %), forêts (16 %), zones agricoles hétérogènes (15,4 %), mines, décharges et chantiers (1,8 %), eaux continentales (1,2 %), milieux à végétation arbustive et/ou herbacée (0,9 %). L'évolution de l’occupation des sols de la commune et de ses infrastructures peut être observée sur les différentes représentations cartographiques du territoire : la carte de Cassini (XVIIIe siècle), la carte d'état-major (1820-1866) et les cartes ou photos aériennes de l'IGN pour la période actuelle (1950 à aujourd'hui).

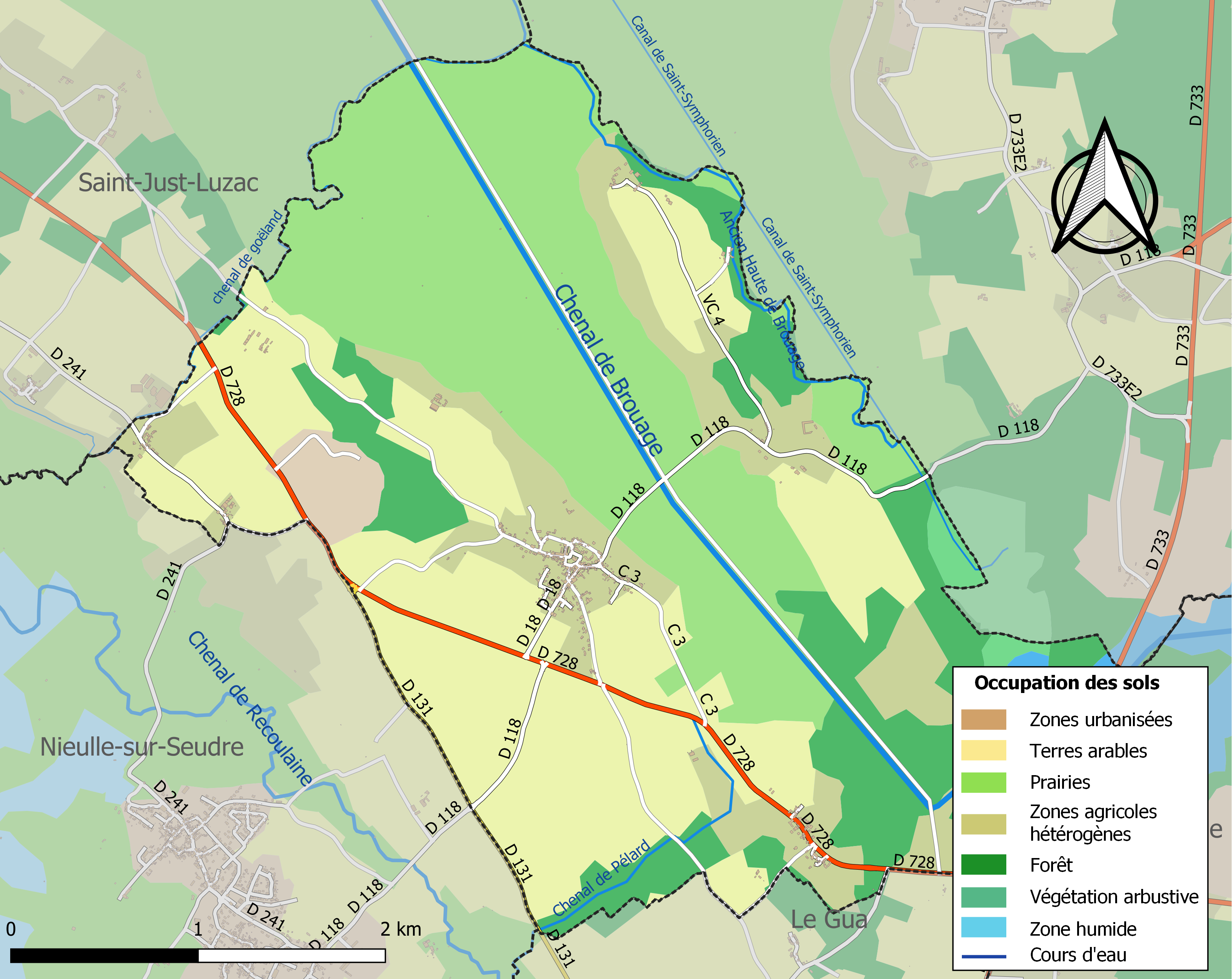
Carte des infrastructures et de l'occupation des sols de la commune en 2018 (CLC).

### Risques majeurs
Le territoire de la commune de Saint-Sornin est vulnérable à différents aléas naturels : météorologiques (tempête, orage, neige, grand froid, canicule ou sécheresse), inondations, mouvements de terrains et séisme (sismicité modérée). Il est également exposé à un risque technologique, le transport de matières dangereuses. Un site publié par le BRGM permet d'évaluer simplement et rapidement les risques d'un bien localisé soit par son adresse soit par le numéro de sa parcelle.

#### Risques naturels
Certaines parties du territoire communal sont susceptibles d’être affectées par le risque d’inondation par débordement de cours d'eau, notamment le chenal de Brouage, et par submersion marine. La commune a été reconnue en état de catastrophe naturelle au titre des dommages causés par les inondations et coulées de boue survenues en 1982, 1999 et 2010,.

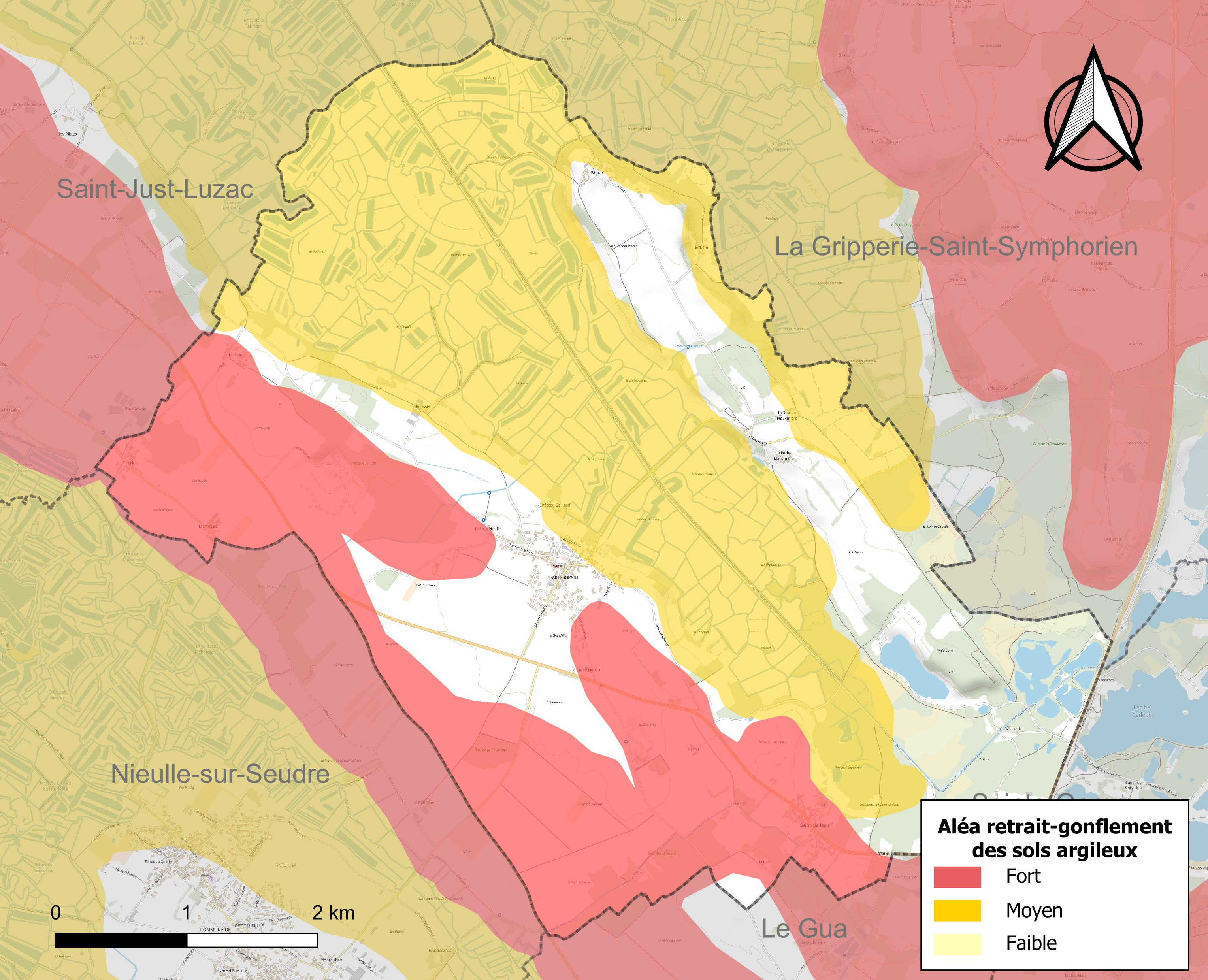
Carte des zones d'aléa retrait-gonflement des sols argileux de Saint-Sornin.

Les mouvements de terrains susceptibles de se produire sur la commune sont des tassements différentiels.
Le retrait-gonflement des sols argileux est susceptible d'engendrer des dommages importants aux bâtiments en cas d’alternance de périodes de sécheresse et de pluie. 72,8 % de la superficie communale est en aléa moyen ou fort (54,2 % au niveau départemental et 48,5 % au niveau national). Sur les 248 bâtiments dénombrés sur la commune en 2019, 122 sont en aléa moyen ou fort, soit 49 %, à comparer aux 57 % au niveau départemental et 54 % au niveau national. Une cartographie de l'exposition du territoire national au retrait gonflement des sols argileux est disponible sur le site du BRGM,.
Par ailleurs, afin de mieux appréhender le risque d’affaissement de terrain, l'inventaire national des cavités souterraines permet de localiser celles situées sur la commune.
Concernant les mouvements de terrains, la commune a été reconnue en état de catastrophe naturelle au titre des dommages causés par la sécheresse en 2005 et par des mouvements de terrain en 1999 et 2010.

#### Risques technologiques
Le risque de transport de matières dangereuses sur la commune est lié à sa traversée par une ou des infrastructures routières ou ferroviaires importantes ou la présence d'une canalisation de transport d'hydrocarbures. Un accident se produisant sur de telles infrastructures est susceptible d’avoir des effets graves sur les biens, les personnes ou l'environnement, selon la nature du matériau transporté. Des dispositions d’urbanisme peuvent être préconisées en conséquence.

## Toponymie
Saint-Sornin est une variante régionale du nom de saint Saturnin, qui fut un évêque de Toulouse, martyrisé en l'an 250 de notre ère.
 Le village portera longtemps le nom de Saint-Saturnin de Marennes, avant d'être débaptisé à la Révolution pour devenir successivement, La Bretèche, Sornin-sur-Marennes et Fleurus-sous-Broue.
 Entre 1889 et 1902, la commune sera connue comme Nieulle-et-Saint-Sornin, avant de devenir Saint-Sornin après l'émancipation de Nieulle, survenue en 1902.

## Histoire

### Des origines gallo-romaines
Tout comme dans une large partie de la région de Marennes, des traces éparses d'occupation gallo-romaines ont été retrouvées dans les communes avoisinantes, telles celle de Saint-Just-Luzac, et attestent que cette partie de l'ancienne presqu'île de Marennes fut occupée à cette époque.
Les Romains avaient introduit dans la  région de Marennes la technique des salines et s'étaient implantés notamment à Marennes, sur le site antique du Lindron où ils avaient aménagé un petit port saunier. Ils développèrent les marais salants sur le littoral du golfe des Santons comme de celui de la Seudre, et occupèrent pour le transport du sel des ports naturels, bien abrités et sûrs. Dès cette époque, ils ont aménagé un port destiné avant tout au commerce du sel, sur le site de Broue, qui devint à l'époque médiévale un important port saunier. De telles installations semblent avoir existé dans les villages environnants dès l'Antiquité, mais n'ont réellement pris leur essor qu'au Moyen Âge.

### Les débuts du Moyen Âge du village de Saint-Sornin
Les premiers documents attestant de la présence du village de Saint-Sornin datent du milieu du Moyen Âge. En 1047, une charte indique la donation des églises de Saint-Saturnin-de-Marennes (Saint-Sornin) et de Saint-Pierre et Saint-Eutrope de Broue à l'Abbaye-aux-Dames de Saintes. Cette donation effectuée par le duc d'Aquitaine Geoffroy Martel prouve l'existence des deux paroisses dès la fin du XIe siècle. Cette même charte cite le château-fort de Broue, dont la silhouette dominait alors le golfe de Brouage. Dès cette époque, et probablement bien avant, existait un port destiné avant tout au commerce du sel. Mais aucun document écrit ne mentionne  l'activité salicole à Saint-Sornin avant le XIe siècle. Un prieuré est fondé peu après, lequel devient l'un des plus prospères de la région. Il est toujours possible d'en voir quelques vestiges au centre du village.

### La fondation de la «Neuve-ville»
Au XIIe siècle, les moines fondent une sorte de colonie à quelques kilomètres à l'ouest de Saint-Sornin : ce sera la « Neuve-Ville », ou Nieulle. Une charte de 1228 indique que des marais y sont en activité et dédiés, non seulement à la production de sel, mais encore à l'élevage de seiches, dont l'encre était utilisée pour la publication de manuscrits.

### Le temps des troubles
Les guerres franco-anglaises des XIVe et XVe siècles porteront un rude coup à la prospérité de Saint-Sornin. Le siège est mis en 1372 devant le château de Broue, aux mains du seigneur anglais Simon Burleigh, conseiller du roi d'Angleterre Édouard III. À la tête des Français se trouve un homme déjà célèbre : Bertrand Du Guesclin. Dès lors, le château restera aux mains des Français, ce qui n'empêchera pas les exactions de part et d'autre. En 1403, des troupes anglaises détruisirent le clocher de l'église, qui entraînera dans sa chute une partie de l'église romane. La paix revenue sera de courte durée : avec les guerres de religion commencera une nouvelle période de peur et d'insécurité. Nieulle est un fief réformé, Saint-Sornin et Broue sont des fiefs catholiques. En 1568 eut lieu un combat connu comme celui du « Pas de Saint-Sornin ». On se bat jusque dans l'église, dont une partie est abattue.

### Déclin de Broue... et renouveau de Saint-Sornin
Après la fin de ce conflit, commence une période de déclin pour Broue, confronté de plus en plus à l'envasement de l'ancien golfe de Brouage. Les activités commerciales périclitent, et la paroisse, autrefois prospère, n'est plus que l'ombre d'elle-même. Le château est abandonné par ses derniers seigneurs, les sires de Pons. En 1685, la paroisse de Broue tout entière ne compte plus que trente feux. Lorsque l'ingénieur et cartographe royal Claude Masse visite Broue au XVIIIe siècle, le château est déjà en ruines, les habitants se servant des pierres pour réparer leurs maisons. Quant à l'église de Broue, vendue comme bien national à la Révolution et démolie par son propriétaire à la fin du XIXe siècle, elle n'est guère en meilleur état. Saint-Sornin, au contraire, connaît à cette époque une certaine prospérité, grâce aux salines de Nieulle et au développement des productions céréalières et vinicoles. De grands domaines agricoles se constituent à Saint-Nadeau, la Prée, Bellevue, la Mauvinière.

### Des querelles de clochers au village touristique
À la Révolution, l'ancienne paroisse de Broue, quasiment abandonnée par sa population, est rattachée à la commune de Saint-Sornin, de même que Nieulle, qui était alors une simple dépendance du village, et n'avait jamais été une paroisse. Dès lors commencera un sentiment d'animosité entre les habitants de ces deux entités : Saint-Sornin et Nieulle, désireux de s'émanciper. Dès 1847, Nieulle se dote d'une église et se détache de la paroisse de Saint-Sornin en 1854. En 1902, le divorce est consommé, et Nieulle devient une commune indépendante, privant ainsi la commune de Saint-Sornin de 2 075 hectares de son territoire, ce qui explique que la commune actuelle soit une des plus petites du canton de Marennes. La commune restera longtemps un village d'agriculteurs, de sauniers et d'ostréiculteurs, avant de se tourner résolument vers le tourisme depuis la fin des années 1990-2000.

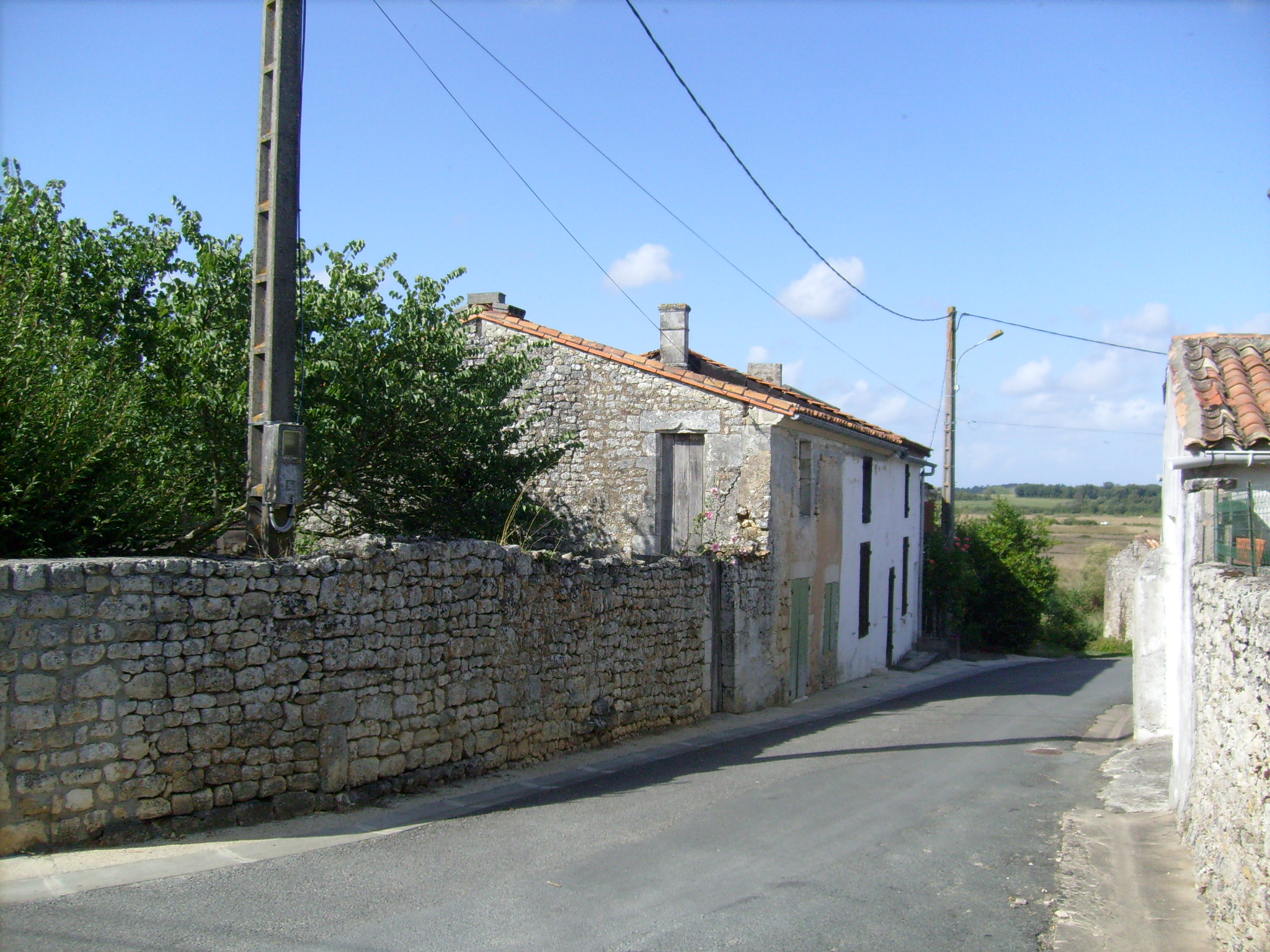
Ruelles pittoresques.
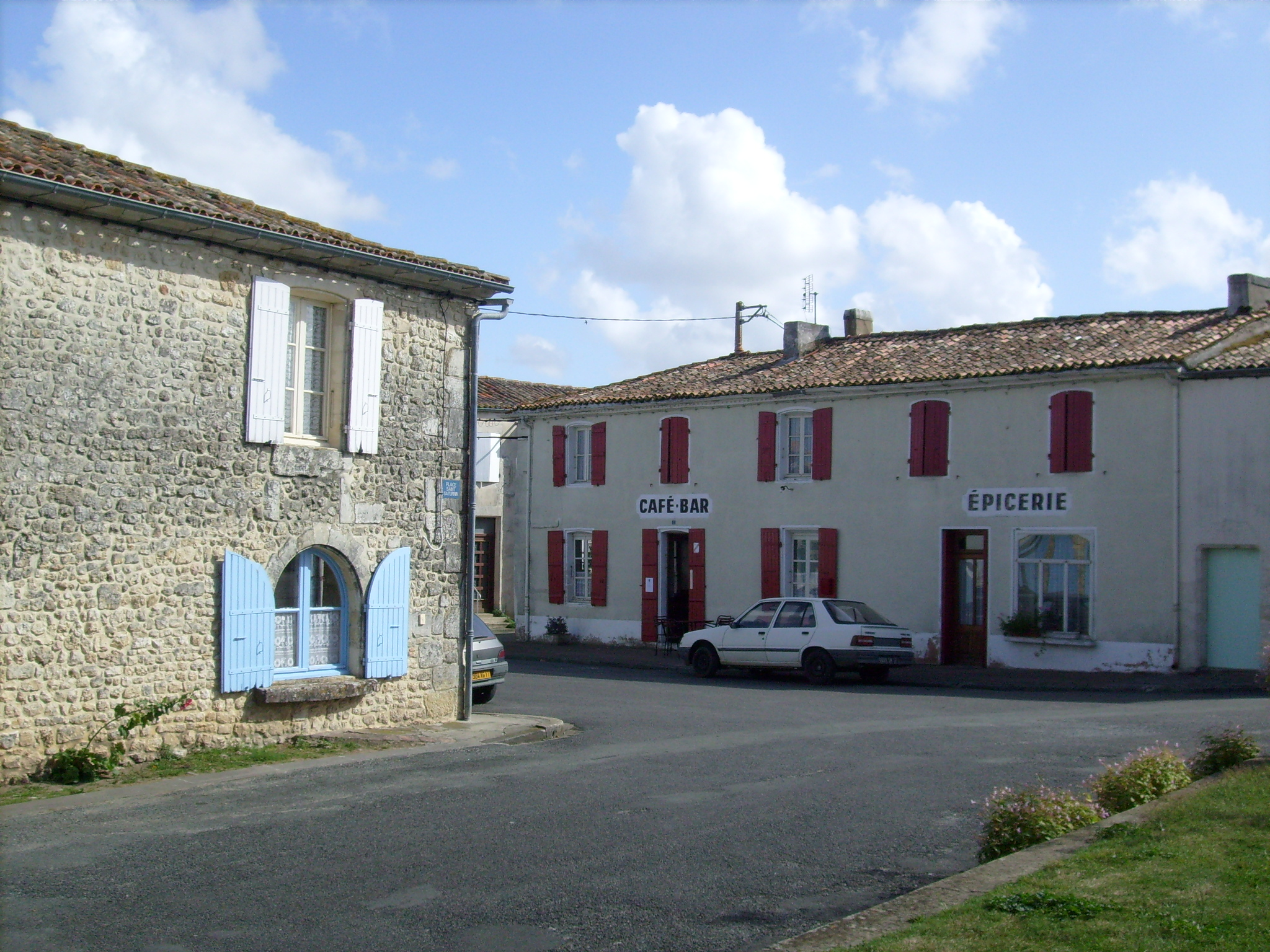
Place Saint-Saturnin.
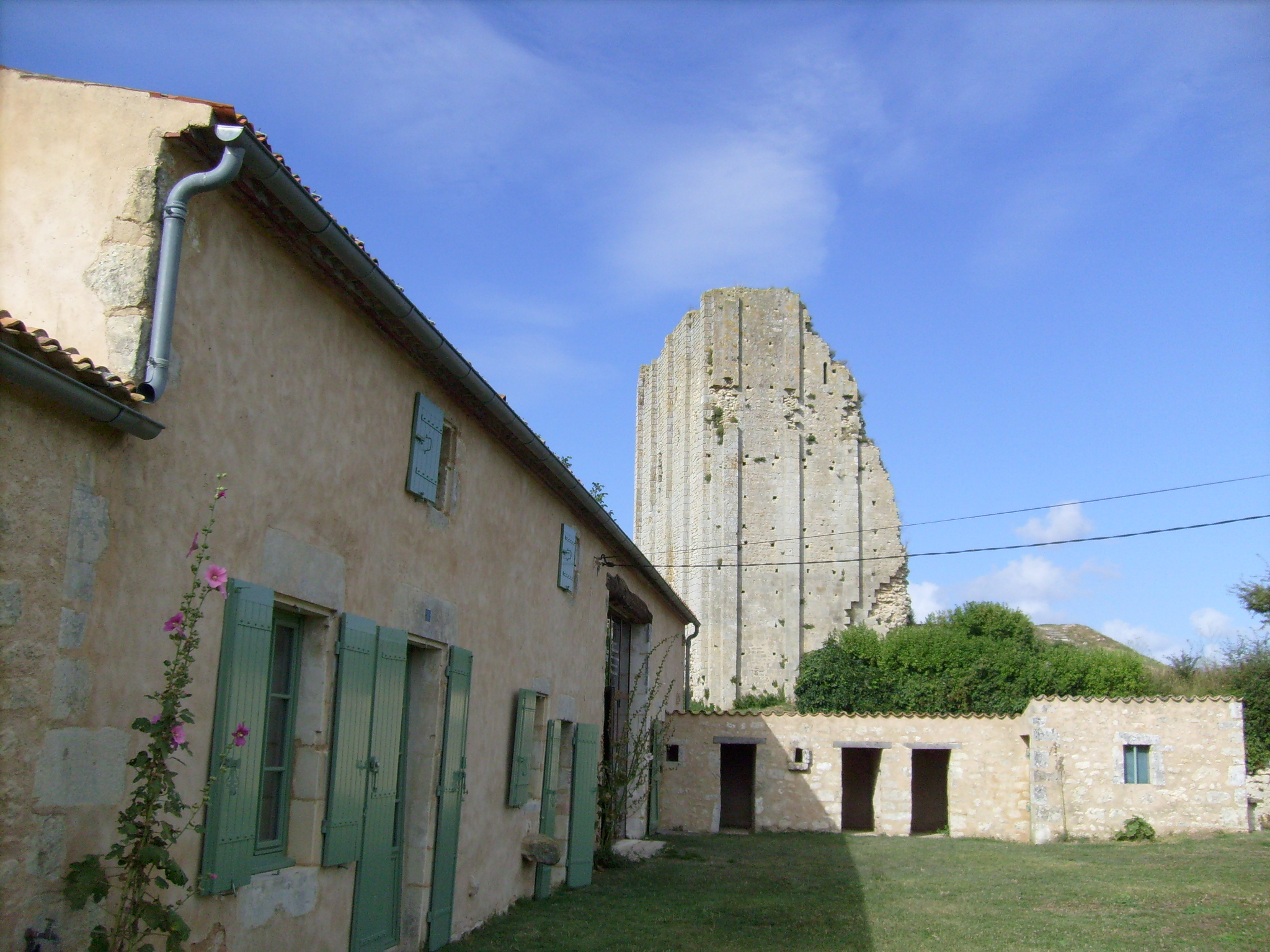
La maison de Broue et le donjon.
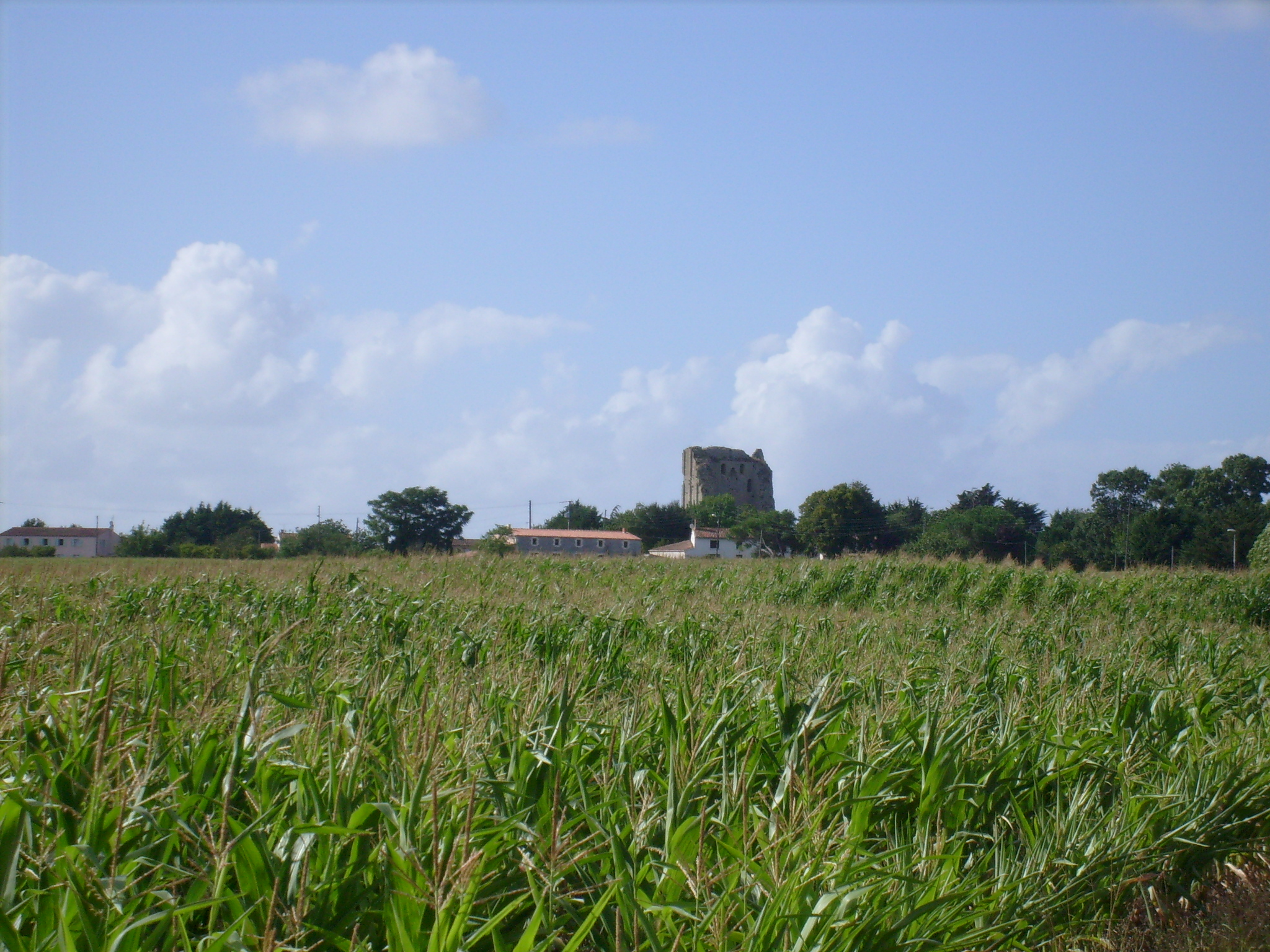
L'entrée du hameau de Broue.

## Administration

### Liste des maires
| Période                                  | Période  | Identité        | Étiquette | Qualité |
| ---------------------------------------- | -------- | --------------- | --------- | ------- |
| avant 1988                               | ?        | Éric Chabrerie  |           |         |
| OCTOBRE 2003                             | 2014     | Francine Baudin |           |         |
| 2014                                     | En cours | Joël Papineau   |           | Cadre   |
| Les données manquantes sont à compléter. |          |                 |           |         |

### Région
À la suite de la réforme administrative de 2014 ramenant le nombre de régions de France métropolitaine de 22 à 13, la commune appartient depuis le 1er janvier 2016 à la région Nouvelle-Aquitaine, dont la capitale est Bordeaux. De 1972 au 31 décembre 2015, elle a appartenu à la région Poitou-Charentes, dont le chef-lieu était Poitiers.

## Démographie
L'évolution du nombre d'habitants est connue à travers les recensements de la population effectués dans la commune depuis 1793. Pour les communes de moins de 10 000 habitants, une enquête de recensement portant sur toute la population est réalisée tous les cinq ans, les populations de référence des années intermédiaires étant quant à elles estimées par interpolation ou extrapolation. Pour la commune, le premier recensement exhaustif entrant dans le cadre du nouveau dispositif a été réalisé en 2008.

En 2022, la commune comptait 420 habitants, en évolution de +12,3 % par rapport à 2016 (Charente-Maritime : +4,04 %, France hors Mayotte : +2,11 %).
| 1793  | 1800  | 1806  | 1821  | 1831  | 1836  | 1841  | 1846  | 1851  |
| ----- | ----- | ----- | ----- | ----- | ----- | ----- | ----- | ----- |
| 1 515 | 1 409 | 1 337 | 1 177 | 1 602 | 1 677 | 1 733 | 1 613 | 1 680 |

| 1856  | 1861  | 1866  | 1872  | 1876  | 1881  | 1886  | 1891  | 1896  |
| ----- | ----- | ----- | ----- | ----- | ----- | ----- | ----- | ----- |
| 1 724 | 1 641 | 1 538 | 1 552 | 1 491 | 1 536 | 1 498 | 1 413 | 1 282 |

| 1901  | 1906 | 1911 | 1921 | 1926 | 1931 | 1936 | 1946 | 1954 |
| ----- | ---- | ---- | ---- | ---- | ---- | ---- | ---- | ---- |
| 1 251 | 529  | 475  | 427  | 450  | 401  | 392  | 349  | 373  |

| 1962 | 1968 | 1975 | 1982 | 1990 | 1999 | 2006 | 2008 | 2013 |
| ---- | ---- | ---- | ---- | ---- | ---- | ---- | ---- | ---- |
| 348  | 316  | 344  | 310  | 322  | 328  | 307  | 301  | 334  |

| 2018 | 2022 | - | - | - | - | - | - | - |
| ---- | ---- | - | - | - | - | - | - | - |
| 403  | 420  | - | - | - | - | - | - | - |

La brusque diminution de la population de la commune au recensement de 1906 résulte de l'érection du village de Nieulle-sur-Seudre en commune, en 1902.

## Économie
La commune vit essentiellement de l'artisanat, de l'agriculture et du tourisme. Deux campings sont situés sur le territoire de la commune, ainsi qu'un gîte rural. Le village a conservé ses services publics ainsi que quelques commerces. Des tailleurs de pierre exercent toujours leur art dans la commune, de même que des potiers, à Cadeuil.
Le taux de chômage était de 17,8 % en 1999. La population active de la commune est de 135 personnes, pour 24 chômeurs. Le taux d'activité des personnes entre 20 et 59 ans est de 80 %. Parmi les actifs, qui représentent 41,3 % des habitants, 30,3 % sont ouvriers, 27,3 % employés, 15,2 % artisans ou commerçants, et 6,1 % agriculteurs. Les retraités forment 19,6 % de la population, juste après les jeunes scolarisés, qui sont 19,9 %.

## Lieux et monuments

### Église Saint-Saturnin

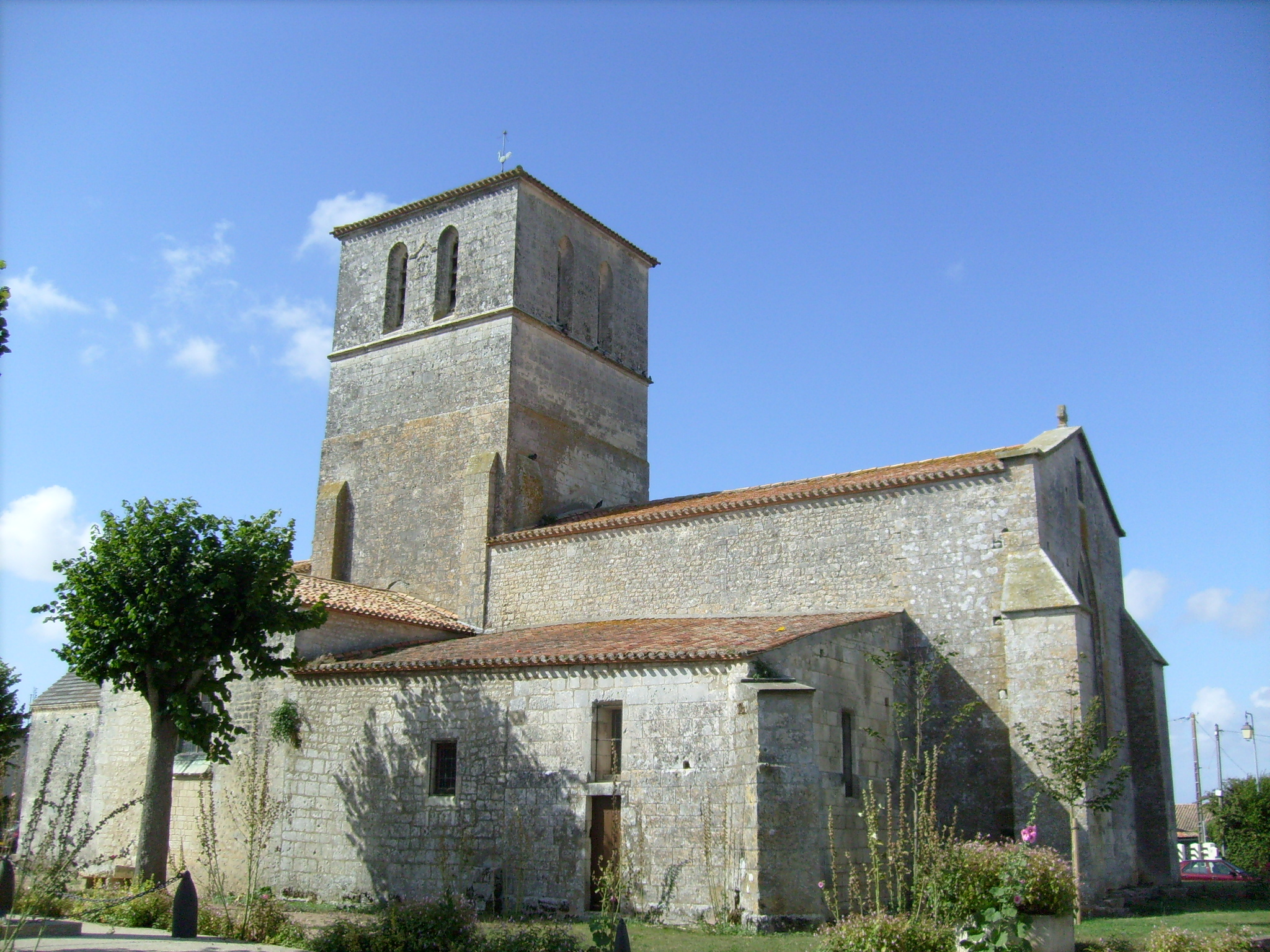
L'église romane de Saint-Sornin.

Fondée au XIe siècle, cette église romane, dépendante de l'abbaye aux dames de Saintes, subit de nombreuses vicissitudes au cours de son histoire. Durant la guerre de Cent Ans, son clocher s'effondra, entraînant dans sa chute le chœur, reconstruit dans le style gothique au cours du XIVe siècle. En 1568, en pleines guerres de religion, des combats eurent lieu à proximité de l'église, laquelle fut saccagée, et la nef, amputée de plusieurs travées. Classée monument historique en 1923, l'église est pourtant en grand péril en 1977, lorsque le maire, Éric Chabrerie, fonde l'association Les amis de Saint-Sornin, dans le but de trouver des fonds pour financer la restauration du sanctuaire. Les travaux s'étaleront sur dix ans, de 1978 à 1988.
Cette église est formée d'une nef comportant trois travées, et bordées de collatéraux. La voûte en plein cintre est supportée par de puissantes colonnes, dont les chapiteaux sont ornés de motifs floraux. La croisée du transept est marquée par une coupole sur trompes dont l'originalité est la forme octogonale, (cf. octogone de Montmorillon). Huit nervures, portées par des chapiteaux, permettent de supporter le poids du clocher. Contrairement à ceux de la nef, les chapiteaux de la croisée du transept sont historiés : on y distingue, outre des scènes bibliques, des scènes à connotation humoristique, parfois teintées d'érotisme, qui ont été interprétées comme un appel aux fidèles à vaincre « leurs pulsions charnelles ».

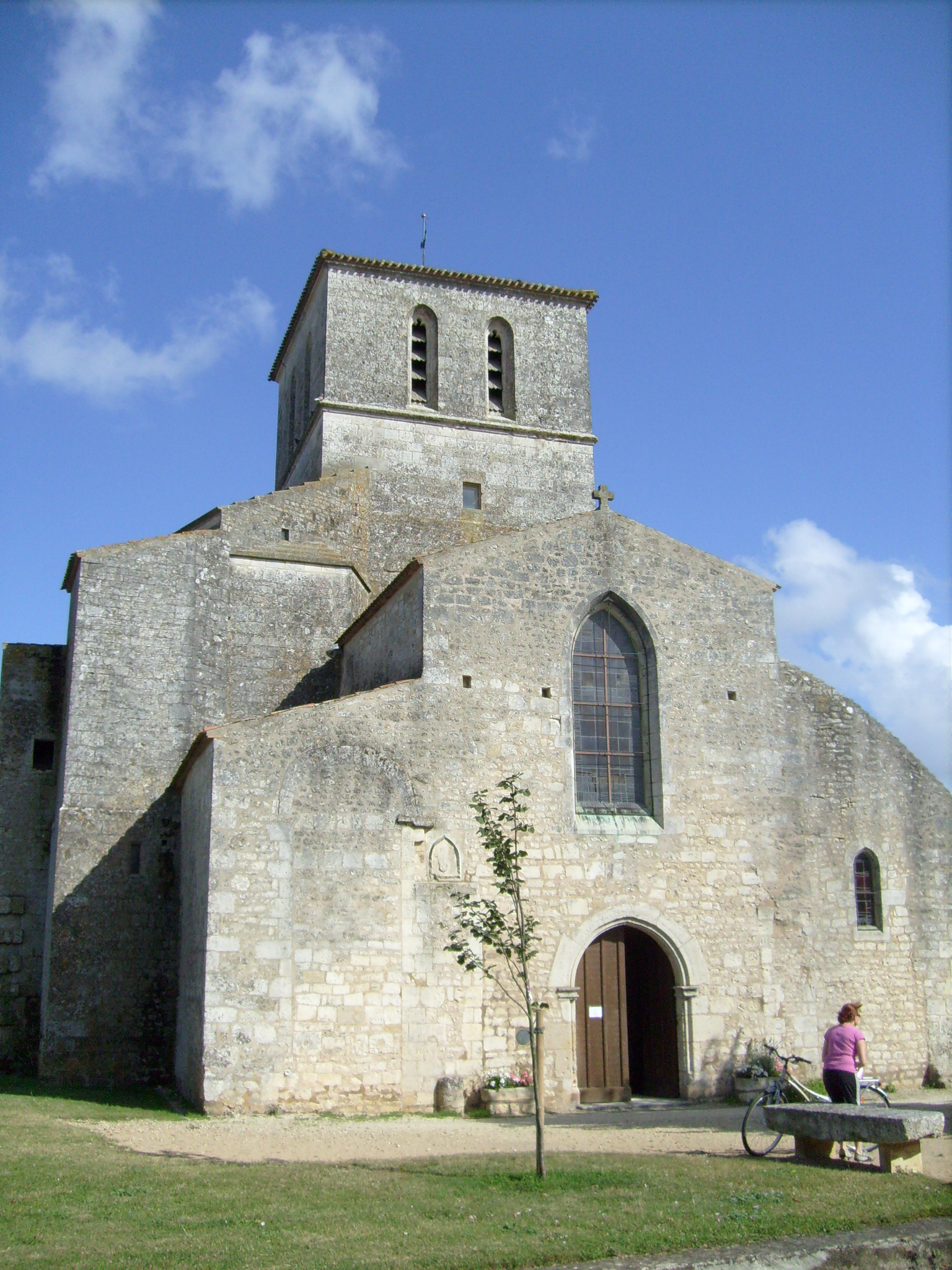
Façade de l'église.

Le chœur du sanctuaire, reconstruit à l'époque gothique, se compose de deux travées voûtées d'ogives, et se termine par un chevet plat, d'inspiration cistercienne. Il se caractérise par de nombreuses fresques datant du XVIIe siècle, recouvrant les murs et une partie de la voûte. Les scènes peintes par l'artiste représentent l'Adoration des bergers, la Vierge et l'ange de l'Annonciation, ainsi que des angelots.
Lors des travaux de restauration, les vestiges d'une chapelle furent mis au jour, notamment le dallage de celle-ci, composé de carreaux de terre cuite, datant du XIVe siècle. Représentant des fleurs de lys, des oiseaux et des motifs végétaux, ils permettent de se faire une idée de la richesse du prieuré durant le Moyen Âge. Si un grand nombre de ceux-ci ont été dérobés pendant les années 1980, quelques-uns ont été réemployés dans le pavage du chœur.
L'intérieur du sanctuaire contient quelques œuvres contemporaines, dont un maître-autel en bois recouvert de feuilles d’or réalisé en 1988 par l’artiste Dominique Kaeppelin, tandis que les vitraux sont l'œuvre du maître-verrier Louis-René Petit.

### Donjon de Broue

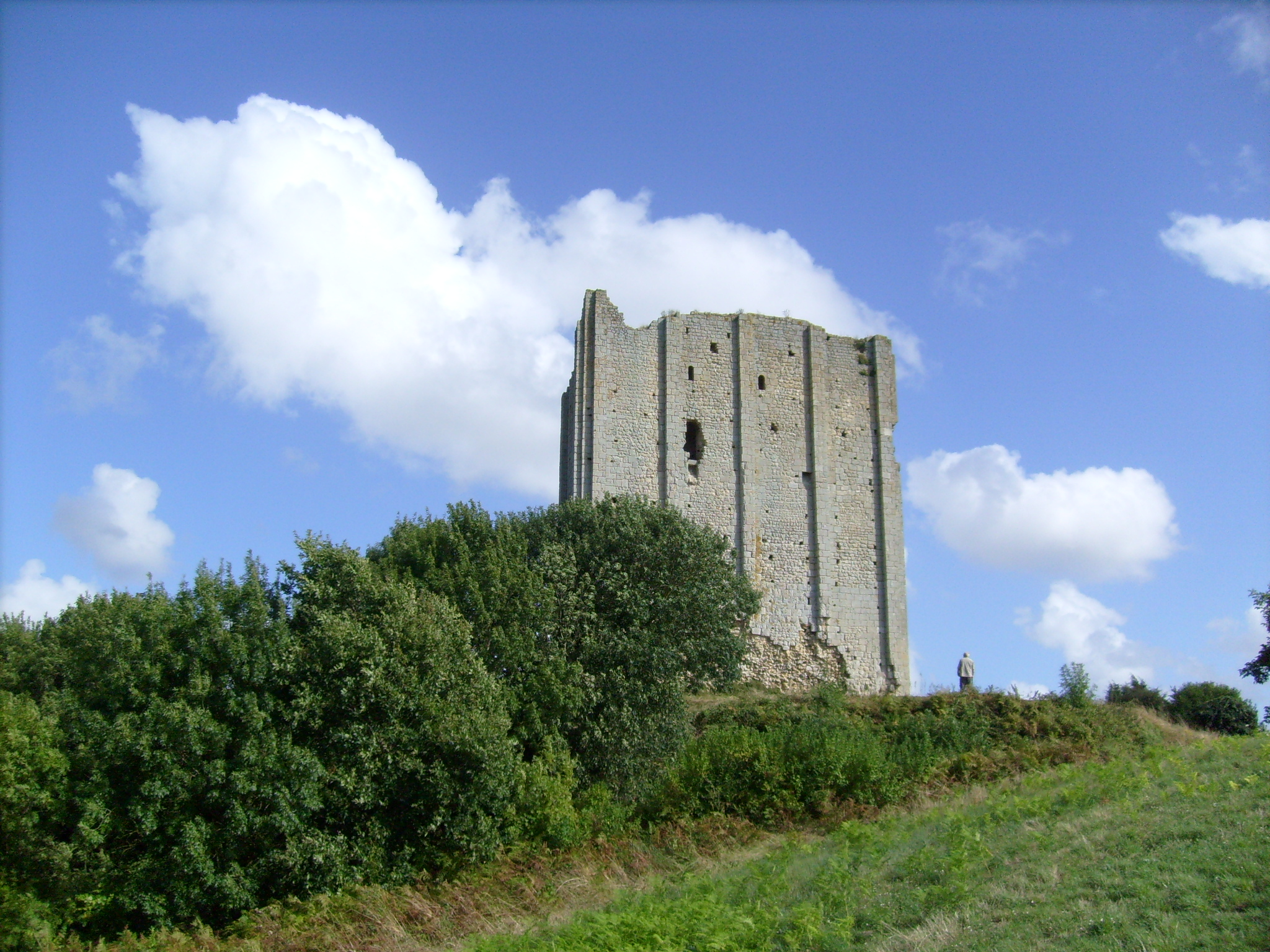
Le donjon de Broue.

Les ruines de ce donjon, bâti sur une colline haute de 27 mètres dominant l'ancien golfe de Brouage, sont tout ce qui subsiste d'un puissant château fort dont les origines remontent au XIe siècle. À cette époque, les marais ne s'étaient pas encore formés, et l'océan battait les remparts de cet important édifice défensif. Broue formait alors un port maritime, une paroisse et une châtellenie, dont l'enrichissement était dû au commerce du sel. Le château était organisé autour d'un corps principal, d'une cour intérieure, d'une chapelle et du donjon proprement dit, qui mesurait alors près de 30 mètres de haut (il ne mesure plus que 25 mètres aujourd'hui), l'ensemble étant clos par une série de remparts, dont il subsiste quelques vestiges. Autour du château existait une petite ville dont il ne reste rien, mis à part quelques pans de murs à demi ruinés.

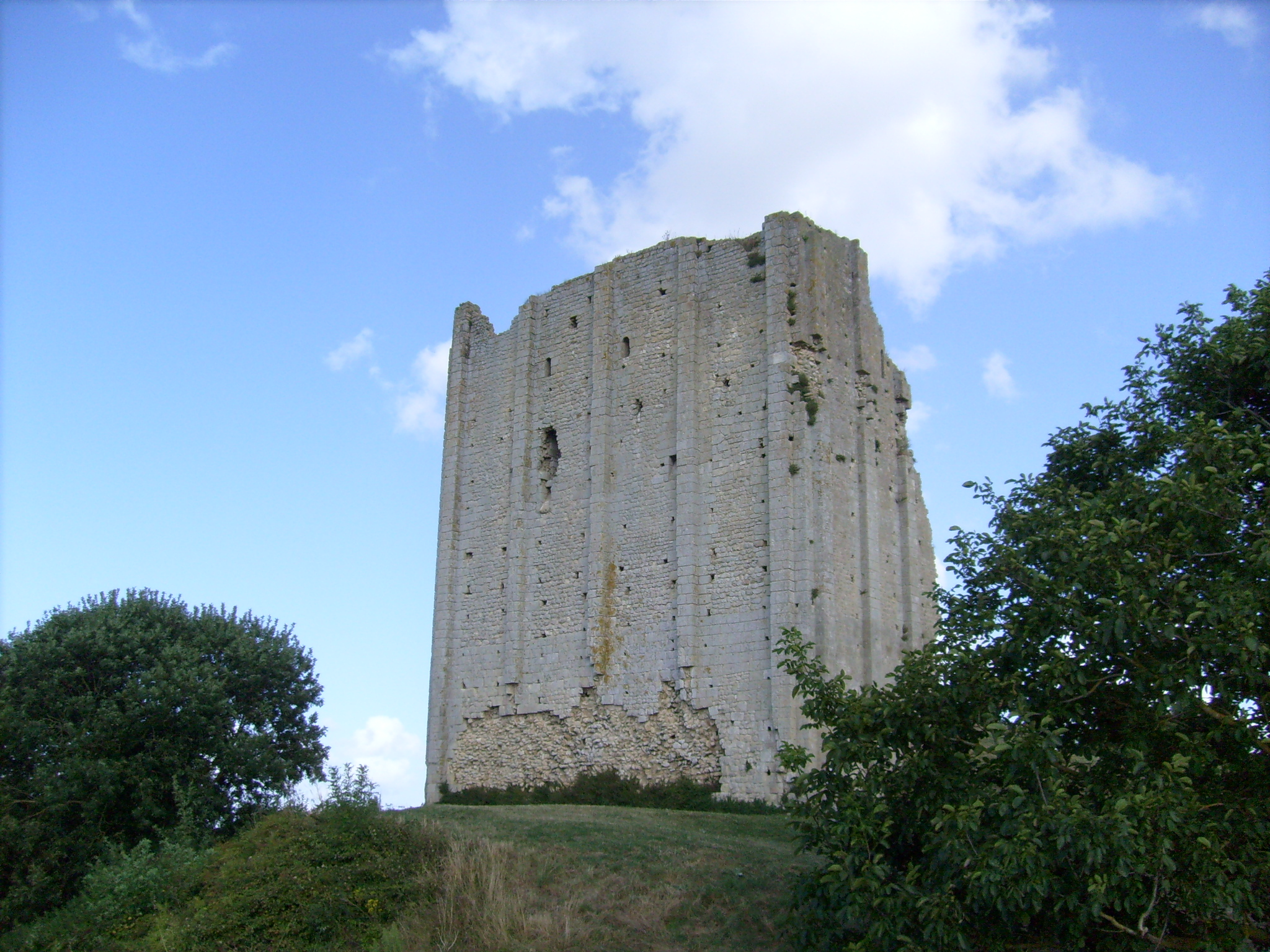
Le donjon de Broue.

Le château est mentionné pour la première fois dans une charte de 1047, mais il existe probablement au début du XIe siècle, quand le comte de Poitiers et duc d'Aquitaine Guillaume le Grand accorde au comte d'Anjou Foulque Nerra " Saintes et quelques châteaux ". En 1047, il appartient à Geoffroy Martel, fils de Foulque Nerra, qui sera le premier comte de Broue. En 1062, le comte de Poitiers Guy-Geoffroy chasse par les armes Geoffroy Martel et prend alors en mains la destinée de Broue. De 1162 à 1277, le château appartient aux seigneurs de Doë, avant de passer à la maison des Rochefort jusque vers 1330, et enfin à la maison de Baussay. À cette époque où la Saintonge, comme le reste de l'Aquitaine, est une possession anglaise, le château passe aux mains de Simon Burleigh, conseiller du roi Édouard III d'Angleterre, de par son mariage avec Marguerite de Baussay. En ces temps de conflits entre les armées du roi de France et d'Angleterre, Isabelle de Valois sera retenue quelque temps prisonnière dans le château, avant d'être libérée après d'âpres négociations. En 1372, le château est assiégé par Du Guesclin, qui prend la place après une rude bataille. En 1380, le roi Charles V accorde le château et les droits et privilèges seigneuriaux s'y rattachant à Renaud VI de Pons. Les sires de Pons garderont le château jusqu'au début du XVIIe siècle, avant de finalement l'abandonner, du fait de l'envasement de l'ancien golfe, rendant le site obsolète d'un point de vue stratégique. Au XVIIIe siècle, le château apparaît déjà ruiné sur les cartes de Claude Masse.
Aujourd'hui préservé, le donjon laisse apparaître deux murs en moellons soutenus par des contreforts. Des restes des remparts, qui mesuraient à l'origine près de 7 mètres de haut, sont toujours visibles. Le donjon est classé à l'inventaire supplémentaire des monuments historiques depuis 1925. Il doit sa sauvegarde à l'association des amis de Saint-Sornin, qui finança en partie une campagne de consolidation entre 1993 et 1997.

### Ruines de l'église Saint-Pierre et Saint-Eutrope de Broue

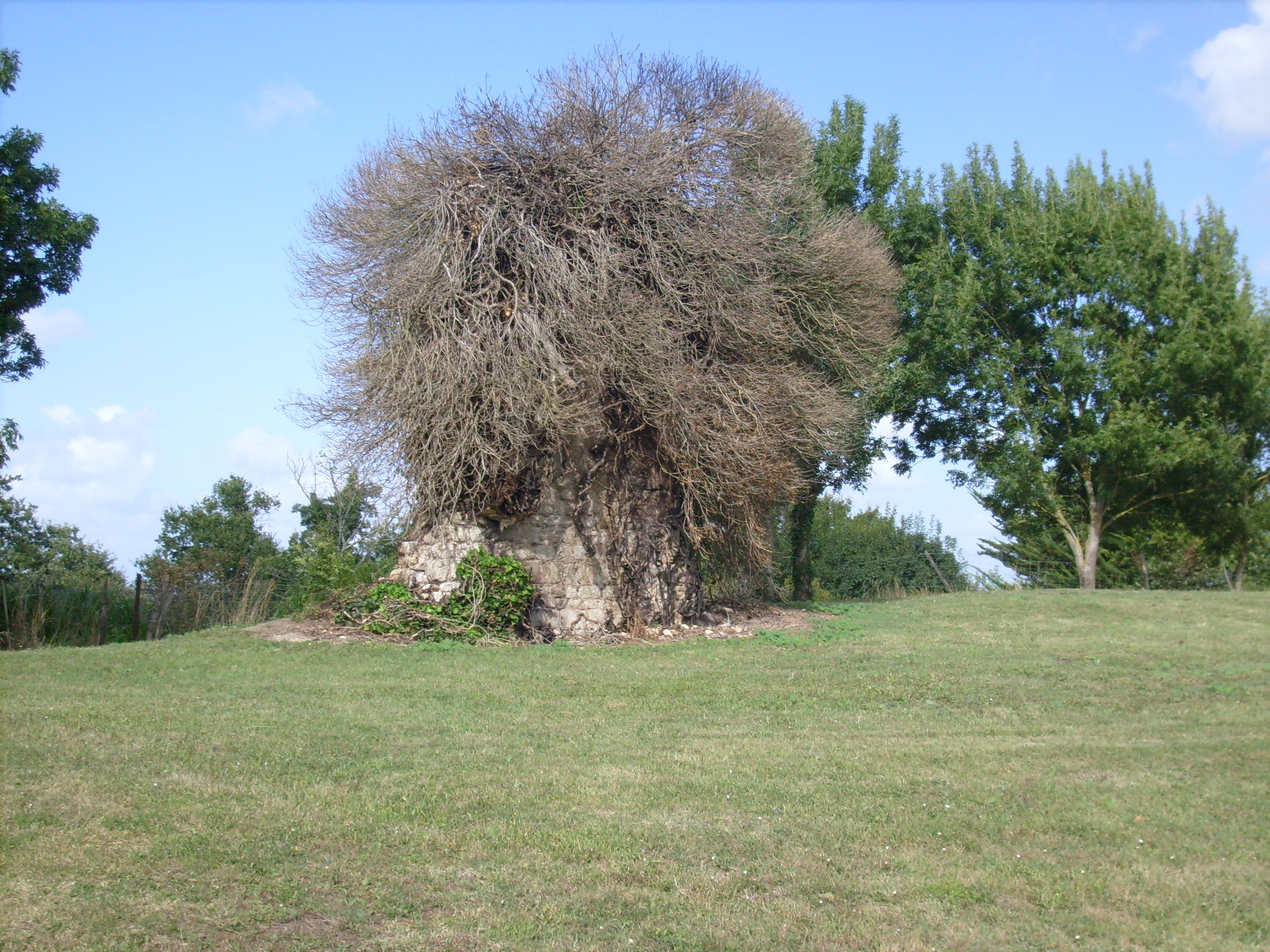
Vestiges de l'église de Broue.

Durant longtemps, la cité de Broue abritera deux églises : la chapelle du château et l'église paroissiale, dédiée à saint Pierre et saint Eutrope. Les origines de celles-ci remontaient au IXe siècle. En 1047, elle fut donnée à l'abbaye aux dames de Saintes par Geoffroy Martel, alors seigneur de Broue. Elle devint siège d'archiprêtré peu après, mais cette charge fut transférée ultérieurement à Corme-Royal.
En partie ruinée au XVIIIe siècle, elle est vendue comme bien national durant la Révolution, avant d'être finalement démolie par son propriétaire, désireux d'en récupérer les pierres. La démolition intervint à la fin du XIXe siècle, et il ne reste actuellement du sanctuaire qu'un simple pan de mur recouvert de végétation, ainsi qu'une collection de gravures réalisées en 1844 par un chirurgien de Rochefort amateur d'art, René-Primevère Lesson. Elles montrent une église romane possédant une façade à portail unique, encadré de colonnettes et de chapiteaux à feuillages.

### Puits de la Tourette
Le puits de la Tourette, qui date du XVIIIe siècle, doit son nom à sa forme inhabituelle : d'une base ronde, il passe à un plan conique en son sommet.

### Prison communale
La prison du village, qui semble dater de la fin du XIXe siècle, est un édifice mesurant à peine 10 mètres carrés, et se composant d'une unique cellule. La façade est percée d'une porte à double verrou de bronze. Elle passe pour une des plus petites prisons de France, et n'est plus en activité.

### Logis seigneurial de La Mauvinière
Ce logis noble est cité pour la première fois en 1598 : il appartenait alors à Simon Mathieu, qui semble être le premier seigneur du lieu. Il passera ensuite à la famille d'Ancelin, qui le gardera jusqu'en 1752. Le bâtiment, repris en partie en 1676, puis fortement remanié au XIXe siècle, conserve un décor de pilastres à chapiteaux ioniques datant du XVIIe siècle. À l'intérieur, une cheminée est ornée d'écussons et de peintures. Ces écussons sont au nombre de cinq, et représentent les armes de la famille d'Ancelin. Elle est inscrite à l'inventaire supplémentaire des monuments historiques depuis 1988, tout comme le puits à coupole installé dans la cour du logis.

### Marais de Brouage

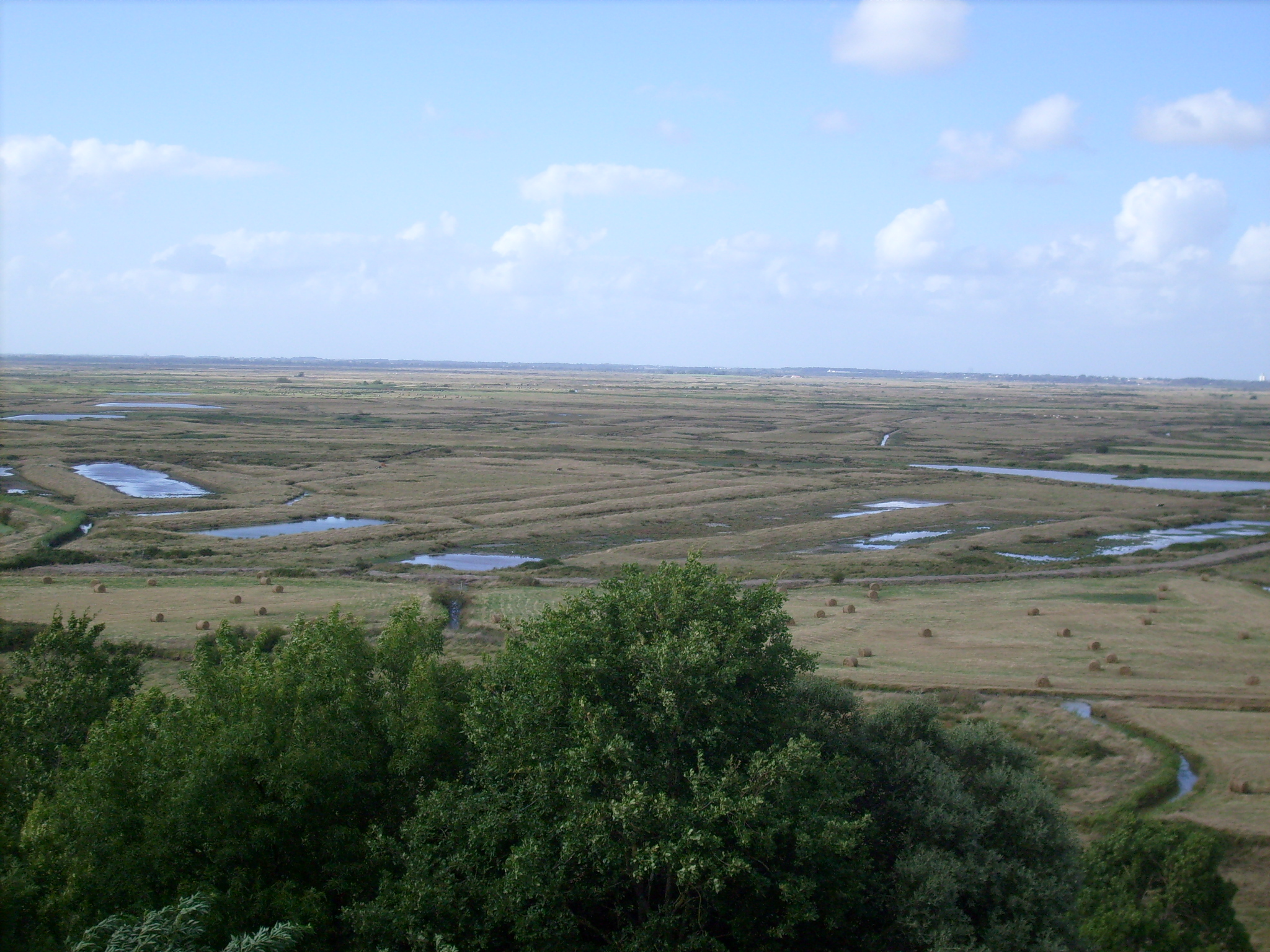
Les marais de Brouage.

Ces marais, qui ont succédé à un ancien golfe vers le XVIIe siècle, sont aujourd'hui classés comme l'un des trente grands sites de France. On peut y découvrir un écosystème unique : c'est notamment le royaume de la cistude d’Europe, des aigrettes, des hérons ou des ragondins. Une table d'observation est installée à Broue : depuis le promontoire portant le donjon, la vue s'étend jusqu'à l'île d'Oléron et au clocher de Marennes, en passant par Brouage et par temps clair, jusqu'au pont transbordeur du Martrou, à Rochefort. Une aire de pique-nique est aménagée au pied du donjon de Broue.
Une partie des marais est intégrée à la Réserve naturelle régionale de la Massonne.

### Aux alentours
Aux alentours de la commune, il est possible de visiter l'église romane de La Gripperie-Saint-Symphorien, datant du XIIe siècle, ainsi que le village médiéval de Saint-Jean-d'Angle, qui conserve des halles du XVe siècle, un château fort et une église de style gothique flamboyant. La ville de Marennes est un centre urbain possédant de nombreux hôtels particuliers ainsi qu'une église dotée d'une flèche haute de 85 mètres, servant d'amer. C'est également l'un des principaux centres de production ostréicole. À Saint-Just-Luzac, on peut voir l'un des derniers paludiers de la région de Marennes toujours en activité. Enfin, l'ancienne place forte de Brouage est l'un des sites majeurs de la région.

## Équipements ou Services

### Enseignement
Une école Montessori (maternelle/primaire) se trouve sur la place Saint-Saturnin, au centre du village. Le collège le plus proche se situe dans le chef-lieu du canton, à Marennes. Les villes de Rochefort et de Royan sont pourvues de lycées.

### Santé
Les services médicaux les plus proches sont situés dans les communes voisines du Gua ou de Saint-Just-Luzac, qui comportent chacun au moins un cabinet médical. Les centres hospitaliers les plus proches sont ceux de Saintes et de Royan.

## Personnalités liées à la commune
- François de Chasseloup-Laubat (1754-1833), général et inspecteur du génie sous l'Empire, sénateur et pair de France